# División de Honor sezon 2013
División de Honor sezon 2013 był 28 sezonem w historii rozgrywek tej hiszpańskiej ligi bejsbolowej, od kiedy została założona. Rozgrywki rozpoczęły się 16 marca, a zakończyły 4 sierpnia. Tylko dziewięć drużyn uczestniczyło w rozgrywkach po tym, jak klub Halcones de Vigo spadł do niższej ligi i nie znaleziono następcy. Zwyciężył klub Tenerife Marlins szósty raz z rzędu.

## Drużyny
| Drużyna                   | Stadion                              | Pojemność stadionu | Miasto/Region               |
| ------------------------- | ------------------------------------ | ------------------ | --------------------------- |
| Tenerife Marlins          | Centro Insular de Béisbol            | 200                | Puerto de la Cruz, Teneryfa |
| Astros Valencia           | Campo Federativo del Turia           | 100                | Walencja                    |
| Sant Boi                  | Campo Municipal de Béisbol           | 500                | Sant Boi de Llobregat       |
| Barcelona                 | Camp Municipal Carlos Pérez de Rozas | 800                | Barcelona                   |
| San Inazio Bilbao Bizkaia | Polideportivo El Fango               | 200                | Bilbao                      |
| Béisbol Navarra           | Instalaciones Deportivas El Soto     | 200                | Pampeluna                   |
| Pamplona                  | Instalaciones Deportivas El Soto     | 200                | Pampeluna                   |
| Viladecans                | Estadi Olimpic de Viladecans         | 1500               | Viladecans                  |
| El Llano BC               | Campo Municipal de Béisbol Gijón     | 1000               | Asturias                    |